# Lunella smaragda
Lunella smaragda là một loài ốc biển thuộc họ Turbinidae.

## Mô tả
Loài này có nắp mang màu xanh lá cây. Kích thước vỏ thay đổi từ 35 mm đến 70 mm.

## Phân bổ
Lunella smaragda là loài đặc hữu được tìm thấy ở cả bờ đá bãi triều và bãi triều thấp cũng như các nền đất mềm (bao gồm cả rong biển) của New Zealand. Chúng thường được tìm thấy xung quanh các đảo Bắc, Nam và Stewart, trên các tảng đá giữa thủy triều thấp và trung bình.

## Hình ảnh

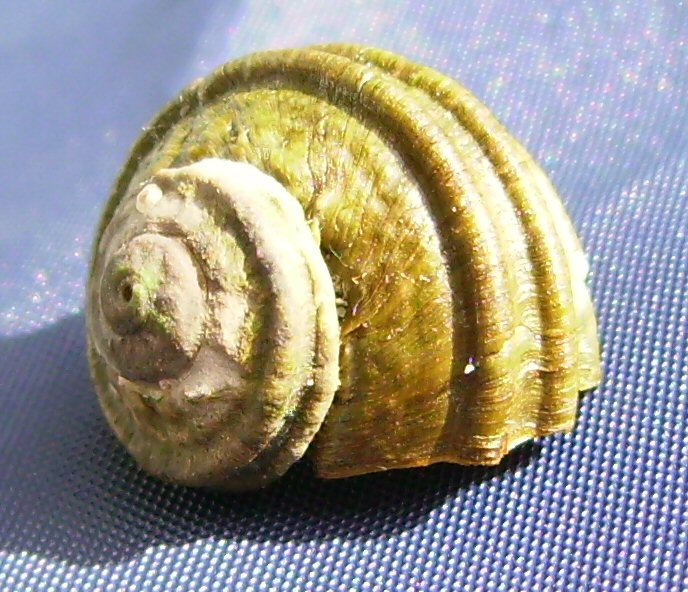
15 mm juvenile shell of L. smaragda, markedly different in sculpture than the adult form
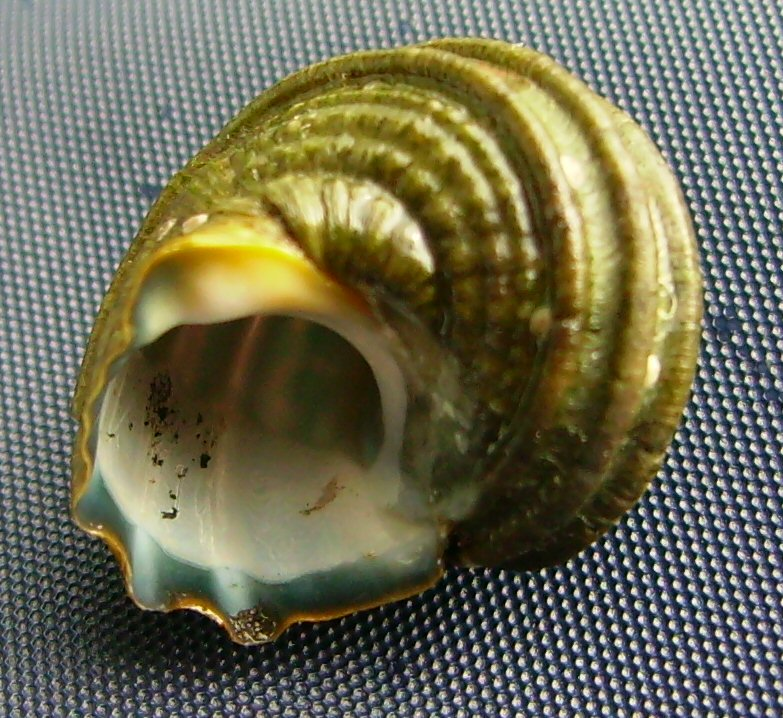
15 mm juvenile shell of L. smaragda, underside